# Upper Baddibu
Il distretto di Upper Baddibu è un distretto del Gambia nella Divisione del North Bank con 55.370 abitanti al censimento del 2003.

## Società

### Evoluzione demografica
In base ai dati del censimento 1993 la popolazione del distretto era così suddivisa dal punto di vista etnico:
| Etnia       | Abitanti | %     |
| ----------- | -------- | ----- |
| Mandingo    | 20.073   | 42,95 |
| Fulani      | 7.428    | 15,89 |
| Wolof       | 17.157   | 36,71 |
| Jola        | 249      | 0,53  |
| Serahule    | 205      | 0,44  |
| Altre etnie | 1.623    | 3,47  |